# The Polecats
The Polecats var ett brittiskt rockabillyband, startat 1977.
I originaluppsättningen ingick Tim Worman (artistnamn Tim Polecat) sång, Martin "Boz" Boorer, gitarr och sång, Phil Bloomberg basgitarr och Chris Hawkes trummor.

## Medlemmar
Senaste medlemmar
- Martin 'Boz' Boorer – sång, sologitarr, saxofon, piano
- Tim 'Polecat' Worman – sång, gitarr
- Chris "Cult Heroes" Hawkes/Neil Rooney/John Buck – trummor
- Phil Bloomberg – ståbas

## Diskografi
Singlar
- "Rockabilly Guy" - Nervous Records
- "John I'm Only Dancing" / "Big Green Car" - Mercury - #35 UK
- "Rockabilly Guy" - Mercury - #35 UK
- "Jeepster" / "Marie Celeste" - Mercury - #53 UK
- "Make A Circuit With Me" - Mercury #76 UK

Album
- Polecats Are Go! (1981) - Mercury
- Cult Heroes - Nervous Records
- Live In Hamburg - Maybee Crayzee
- Live And Rocking - Link
- Polecats Won't Die - Vinyl Japan
- Nine - Vinyl Japan
- Not Nervous - NV Records
- Pink Noise - Rock-It
- Best Of The Polecats - Cleopatra
- Between The Polecats - Raucous Records
- Polecats Are Go! - Anagram Records

EP
- John I'm Only Dancing - Mercury
- Jeepster - Mercury
- Make A Circuit With Me (1983) - Mercury USA
- Live In Hamburg - NV Records